# Stora Hornsjön
Stora Hornsjön är en sjö i Askersunds kommun i Närke och ingår i Motala ströms huvudavrinningsområde.